# Kościół św. Brykcjusza w Gościęcinie
Kościół św. Brykcjusza – zabytkowa, drewniana świątynia znajdująca się w Gościęcinie w powiecie kędzierzyńsko-kozielskim. Należy do parafii Wniebowzięcia NMP w Gościęcinie.

## Historia kościoła
Kościół wybudowano w 1661 (odnowiono w 1880), pod wezwaniem św. Brykcjusza. Pierwotnie istniała tu drewniana kaplica z 1594. Fundatorami byli Marta i Marcin Wolff – magister sztuk wyzwolonych i filozofii, właściciel wolnego sołectwa w Gościęcinie. Usytuowano go poza wsią, na niewielkim wzniesieniu. W sąsiedztwie znajduje się źródło (studnia św. Brykcjusza), któremu przypisuje się właściwości lecznicze, oraz dawna pustelnia (sprzed 1870), zamieniona obecnie na schronisko, a także dwie kaplice – neoromańska z 1870 oraz poświęcona poległym w Wielkiej Wojnie z 1916. Cała okolica określana jest przez miejscową ludność jako Bryksy.
Źródła kultu św. Brykcjusza w tej okolicy nie są do końca znane – być może przywieźli go koloniści z Flandrii w XIII wieku. Prawdopodobnie wzrost ruchu pątniczego do źródła był przyczyną budowy obecnego kościoła. Pomocniczy biskup wrocławski Franz Karl Neander konsekrował go w 1674.

## Architektura i wnętrze kościoła
Świątynia jest orientowana, konstrukcji zrębowej na podmurówce. Wzniesiono ją na planie krzyża o trójbocznie zamkniętych ramionach i części zachodniej, dłuższej od pozostałych, z niewielką kruchtą. W północnej części umieszczono zakrystię, wydzieloną niską ścianką. Prostokątne drzwi wejściowe posiadają stare okucia. Zewnętrzne ściany pokryto gontem, podobnie jak dachy dwupołaciowe, na niższych kalenicach z wielobocznymi połaciami. Pośrodku kalenicy osadzono ośmioboczną wieżyczkę na sygnaturkę, przekrytą baniastym hełmem z latarnią, zwieńczona krzyżem.

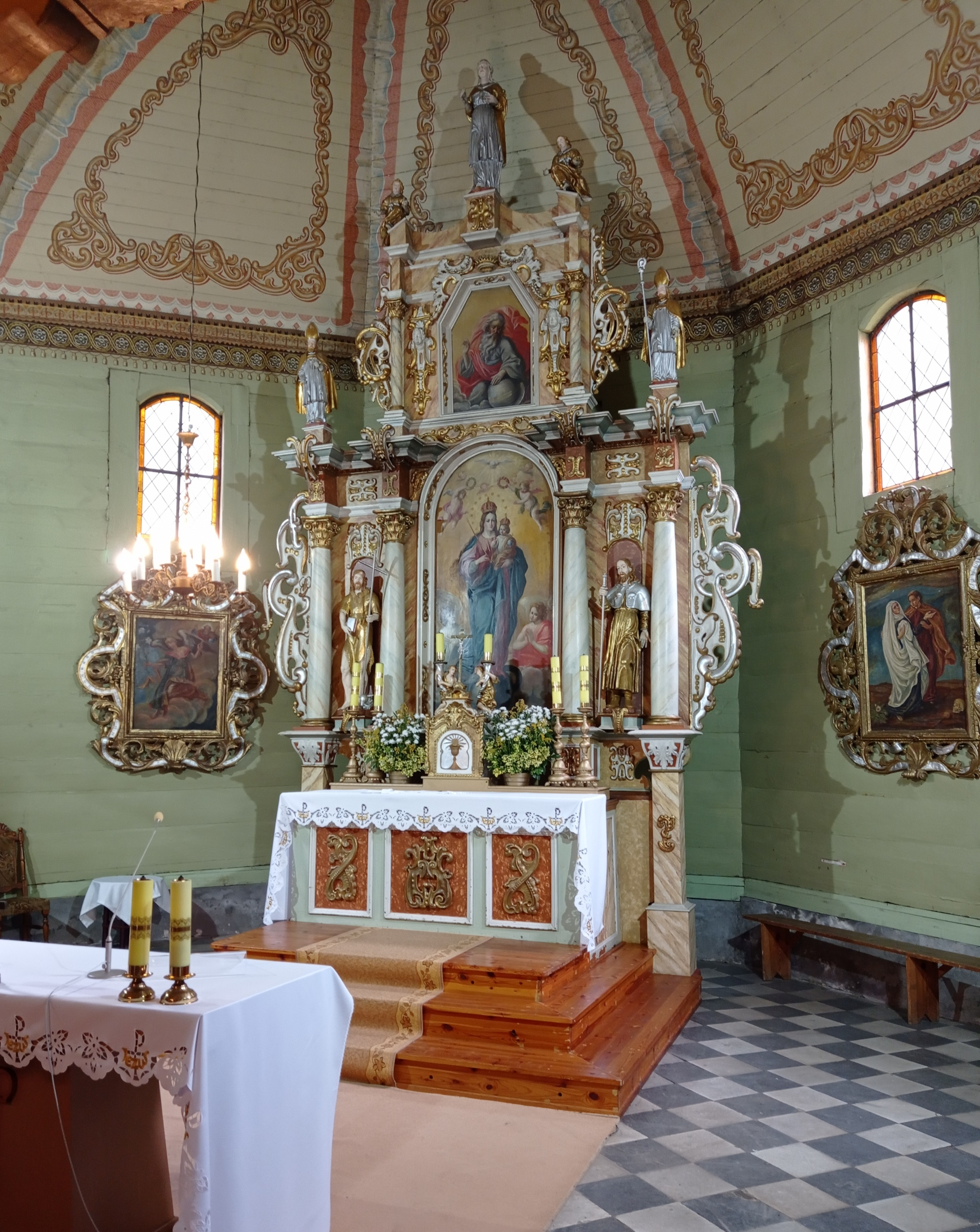
Ołtarz główny

Wnętrze kościoła przekryte jest pozornymi sklepieniami kolebkowymi. W tęczy znajduje się barokowy krzyż z Chrystusem. Wyposażenie ołtarza głównego (obraz Matki Boskiej z Dzieciątkiem) i rzeźby świętych pochodzą z XVII wieku, podobnie jak barokowa, marmurowa płyta nagrobkowa. W bocznym ołtarzu umieszczono obraz św. Brykcjusza autorstwa Jana Bartela z 1896 roku. Z tego samego roku pochodzi obraz przedstawiający chrzest Jezusa w Jordanie. Chór muzyczny osadzono, na czterech słupach.